# МЖК «Восточный»

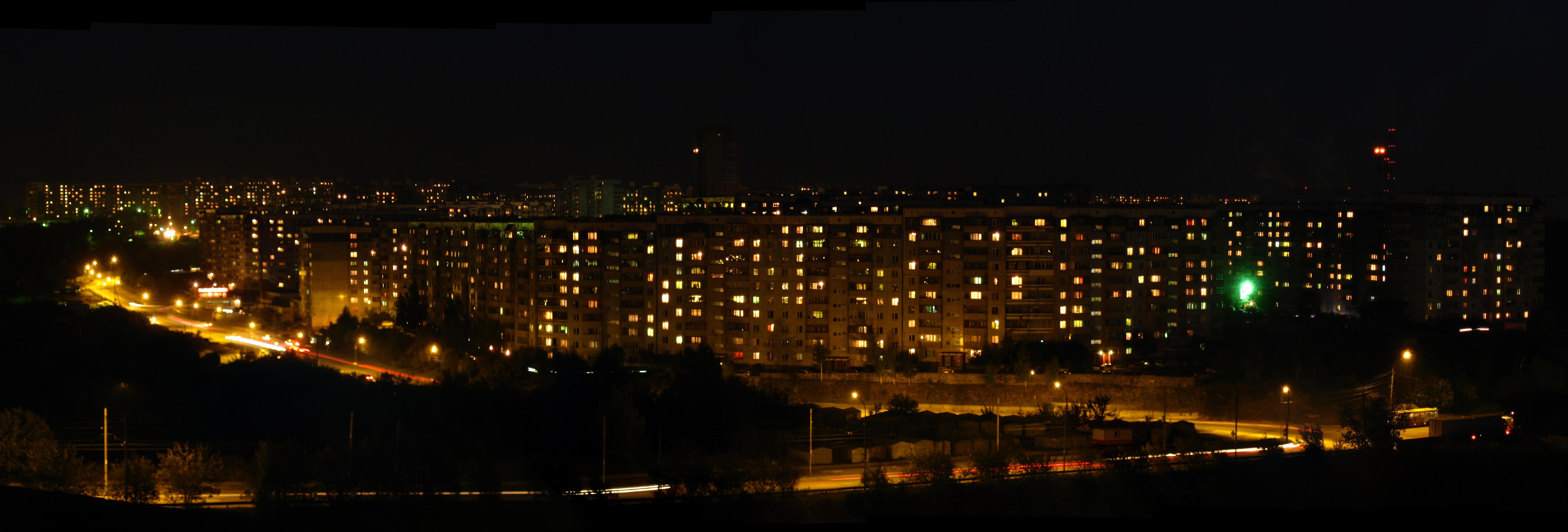
Новосибирск МЖК «Восточный»

МЖК «Восто́чный» — жилой комплекс на востоке Октябрьского района города Новосибирска. Начинался как один из первых МЖК в СССР. 

## История
Строительство жилого комплекса вели его будущие новосёлы, входившие в комсомольско-молодёжные стройотряды, которые были сформированы новосибирскими заводами из передовиков производства.
Первый дом заложен в 1985 году и в 1988 — введён в эксплуатацию. Возле новостроек за короткий срок появились детские сады, школы и больницы.
В микрорайоне начало действовать первое в городе кабельное телевидение, ведущим которого стал актёр Красного факела Алексей Маклаков.

## Застройка
Дома выполнены в оригинальном цветовом решении. У зданий более ранней постройки верхние этажи покрыты плитами синего и голубого цвета, а нижние семь этажей — плитами белого цвета; у поздней постройки немного другой узор, но также из белых, голубых и синих плит. Застройка характеризуется высокой степенью гомогенности.  В микрорайоне проводилась высадка деревьев и кустарников, но в нём отсутствуют лесопарковые зоны, на которые обычно приходится больший процент озеленения. Внутриквартальные посадки – это преимущественно аллеи вдоль домов или внутри дворовых площадок, где деревья располагаются в линейном или хаотичном порядке. 
Жилмассив состоит из трёх улиц — Лазурной, Высоцкого и Волочаевской. Первый дом (№ 10 на ул. Лазурная, строительный номер 3) был сдан к эксплуатацию в январе 1988 года. Дома улицы Лазурной имеют чётные номера, а улицы Высоцкого — нечётные. Весь комплекс состоит из серии 111-97-45, большинство домов имеют 10 этажей и до 14 подъездов. Есть один девятиэтажный дом (№ 10 на Лазурной), один двенадцатиэтажный (№ 25 на Высоцкого) и один пятиэтажный (№ 15 на Высоцкого). В микрорайоне расположены четыре детских сада, три школы и церковь. Рядом имеется озеро Собачье, где отдыхают местные жители.
МЖК находится в непосредственной близости от крупнейшего в Новосибирске вещевого рынка, так называемой «барахолки». Построенный позже Плющихинский жилмассив вплотную прилегает к «Восточному» с юго-востока.

### Нумерация
Уличная нумерация хаотична. Например, на улице Высоцкого рядом с домом № 50/1 расположены здания № 62 и № 64. Но адреса Высоцкого, 63 не существует. Также по этой улице отсутствуют строения от № 55 до № 61.

## Торговля
В микрорайоне расположено большое количество киосков и торговых павильонов. Действует торговый центр «Лазурный».
Известны случаи организации незаконной торговли. В 2017 году на МЖК прошёл рейд по ликвидации несанкционированных торговых объектов, в числе которых были выявлены продуктовые точки на улице Высоцкого возле супермаркета «Мария-РА» и стихиный контейнерный рынок рядом с остановкой «Вещевой рынок Гусинобродский» на месте бывшей «барахолки», состоявший из более чем 50 контейнеров, в одном из которых, за день до рейда, шла торговля коврами, а в другом был организован склад мужской обуви, откуда она распределялась по магазинам.

## Религия
- Церковь Евфросиньи Полоцкой — храм, построенный и освящённый в 2002 году по инициативе белорусской диаспоры Новосибирска. Архитекторы — К. Н. Ощепков, Д. А.Убель. В архитектуре сооружения отразились традиции, характерные для зодчества северозападной Руси[8][9].

## Транспорт
По жилмассиву проходят маршруты автобусов, маршрутных такси и троллейбусов.
Нормальной работе общественного транспорта препятствуют образующиеся на территории микрорайона дорожные заторы. В случае чрезвычайных происшествий транспортная связь с другими частями города может быть полностью прервана. Так, 25 февраля 2021 года перекрытие дороги во время пожара торговых повильонов на МЖК парализовало движение как в сторону жилмассива, так и при выезде из него.